# Kurpfälzische Armee

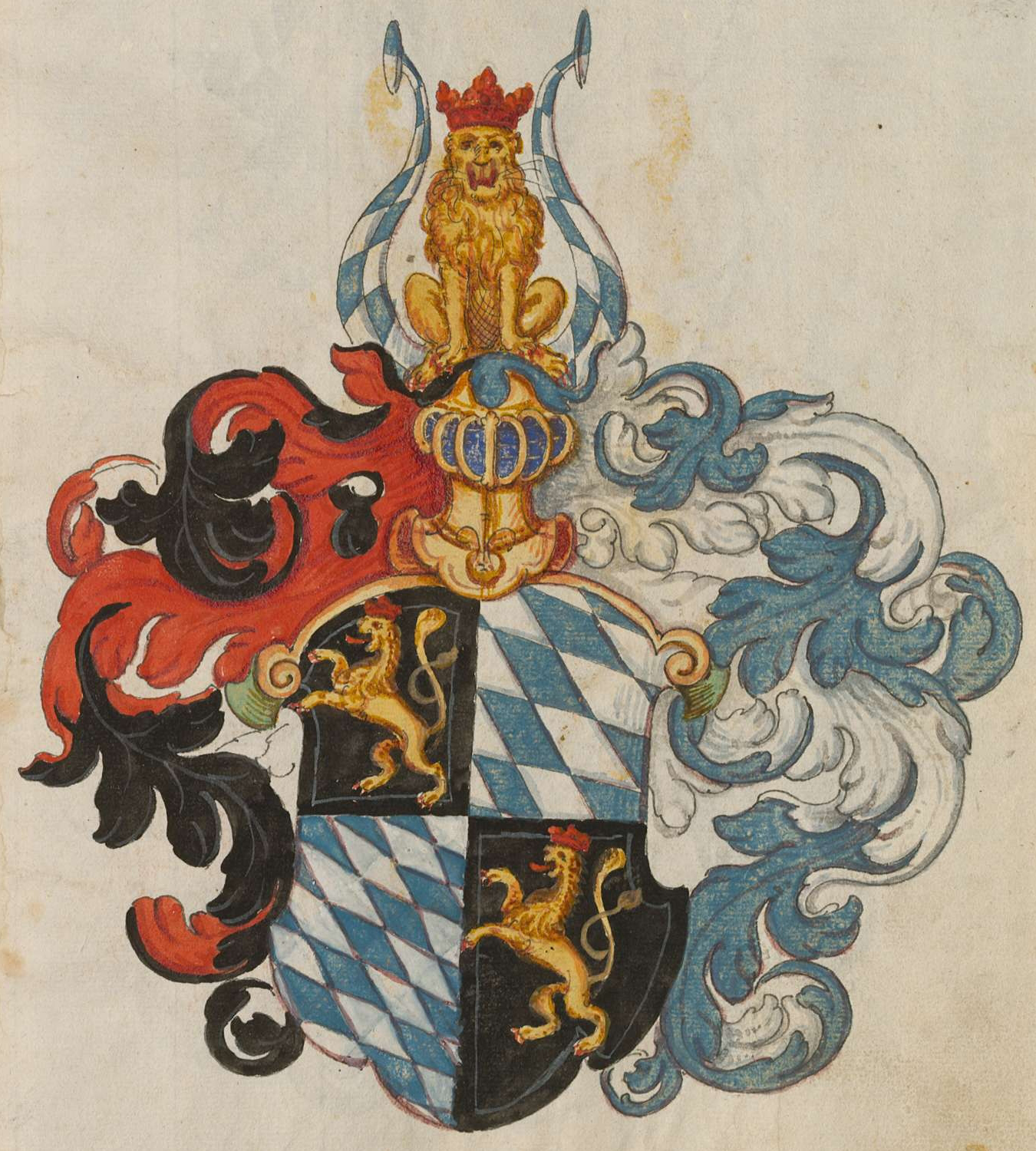
Wappen der Kurpfalz

Die Kurpfälzische Armee war das stehende Heer der Kurpfalz von Mitte des 16. Jahrhunderts bis zur Vereinigung der Kurpfalz mit Bayern 1777. Das wittelsbachische Fürstentum Kurpfalz des Pfalzgrafen bei Rhein mit den weiteren Herzogtümern Pfalz-Neuburg, Jülich und Berg war ein geographischer Flickenteppich, dementsprechend verstreut war sein Militär.

## Geschichte
Die Kurpfalz lag an Ober- und Mittelrhein, zwischen Mosel und Kraichgau, mit dem Kerngebiet am unteren Neckar und den Hauptstädten Heidelberg und ab 1720 Mannheim. Kurfürst Friedrich V., der Winterkönig, zählte zu den Verlierern des Dreißigjährigen Krieges. Die kurpfälzischen Teile der Oberpfalz wurden 1621 von Bayern besetzt, rekatholisiert und 1628 annektiert.
Im Westfälischen Frieden erhielt der neue pfälzische Kurfürst Karl Ludwig (1649–1680) zwar sein Land, aber nicht die bisherige Kurwürde zurück, die mit dem Amt des Reichsvikars und des Erztruchsessenamts verbunden gewesen war. Diese verblieb bei Bayern. Für die Pfalz wurde in der Causa palatina eine neue, achte Kurwürde geschaffen, die mit einem neu geschaffenen Erzamt, dem des Erzschatzmeisters, verbunden war. Wie alle Reichsstände hatte auch die Kurpfalz im Zuge des Westfälischen Friedens zudem das Recht auf Unterhalt eines stehenden Heeres erhalten („jus armorum et foederum“). Zugleich begann die Kurpfalz wie viele andere Reichsfürsten mit dem Aufbau auf Dauer angelegter eigener bewaffneter Strukturen. Die Kurpfalz war Teil des Kurrheinischen Kreises und stellte als solcher auch Truppen zur Reichsarmee.
Kurfürst Karl Ludwig konzentrierte sich nach dem Krieg zunächst auf den Wiederaufbau des zerstörten Landes und die Konsolidierung der zerrütteten Finanzen. Er leistete sich 1656 aber eine aus für ihre Zuverlässigkeit und militärischen Fähigkeiten bekannten Eidgenossen bestehende Schweizer Leibgarde. Das Aussterben des Kurpfälzer Fürstenhauses 1685 hatte zwei schwerwiegende Folgen: Zum einen kam es durch den Regierungsantritt des katholischen Fürstenhauses Pfalz-Neuburg erneut zu langwierigen Religionsstreitigkeiten, zum anderen meldete Ludwig XIV. von Frankreich Erbansprüche an. Der Pfälzische Erbfolgekrieg 1688–1697 hinterließ in der Pfalz zahlreiche zerstörte Burgen und Dörfer. Straßburg und das Elsass wurden Frankreich eingegliedert. Die Vorderen Reichskreise verabredeten in der Folge die Aufstellung einer Reichsarmee, die im Frieden 40.000 und in Kriegszeiten 60.000 Mann umfassen sollte.
Während des Spanischen Erbfolgekriegs war der in Düsseldorf residierende Kurfürst Johann Wilhelm mit dem Kaiser, England und den Niederlanden gegen Frankreich und Bayern verbündet. Mehrfach vermietete der Kurfürst seine Soldaten an anderen Länder, so 1703 an England und die Niederlande und 1704 an den Kaiser. 1705/06 kämpften kurpfälzische Truppen in Oberitalien und nahmen an der Einnahme von Mailand und Turin teil. Zeitweise war Johann Willhelm wieder im Besitz der früheren kurpfälzischen Territorien (Oberpfalz und Grafschaft Cham 1707–1714) und konnte das Amt eines Erztruchsessen des Reiches ausüben, im Jahr 1711 das Amt des Reichsvikars. Allerdings scheiterten alle kurpfälzischen Hoffnungen, nachdem die Niederlande und Großbritannien 1713 aus dem Spanischen Erbfolgekrieg ausschieden, sodass Frankreich die Friedensbedingungen 1714 diktieren konnte.
Kurfürst Karl III. Philipp war von 1716 bis 1742 regierender Pfalzgraf und Kurfürst von der Pfalz sowie Herzog von Jülich und Berg sowie von Pfalz-Neuburg. Er verlegte die Residenz nach Mannheim. Auch unter ihm wies die kurpfälzische Armee eine Schweizer Garde aus. Mit dem Tod Karls III. Philipp 1742 erlosch die Linie Pfalz-Neuburg. An ihre Stelle trat durch Erbfolge die Wittelsbachische Nebenlinie Pfalz-Sulzbach mit Kurfürst Karl Theodor (Kurfürst von 1742 bis 1799). Er betrieb mit wechselndem Erfolg außenpolitisch eine Schaukelpolitik zwischen den Großmächten Frankreich, dem Kaiser bzw. Österreich und Preußen. Nach dem verlustreichen Feldzug von 1742/43 während des Österreichischen Erbfolgekrieges (1740–1748) wurde die Kurpfälzische Armee reorganisiert.
1746 umfasste die Kurpfälzische Armee folgende Einheiten:
- Kurfürstliche Leibgarde zu Pferd (Garde du Corps): 1 Kompanie mit 101 Mann und 84 Pferden in Mannheim
- Schweizer Garde: 1 Kompanie mit 92 Mann in Mannheim

- Leib-Dragonerregiment Frau Kurfürstin von der Pfalz: 4 Escadronen (= 12 Kompanien; 58 Mann und 54 Pferde pro Kompanie); insgesamt 699 Mann und 642 Pferde in Mannheim
- Graf Elliotsche Reiter: 3 Escadronen (= 9 Kompanien; 57 Mann und 52 Pferde pro Kompanie); insgesamt 515 Mann und 468 Pferde

- Garde-Grenadier-Regiment: 10 Kompanien zu 120 Mann; insgesamt 1200 Mann in Mannheim
- Regiment Prinz von Birkenfeld (vorher: von Sachsen-Hildburghausen): 14 Kompanien zu 112 Mann; insgesamt 1268 Mann in Mannheim bzw. Jülich
- Regiment Graf La Marck: 14 Kompanien zu 112 Mann; insgesamt 1268 Mann in Jülich
- Regiment Graf Harscamp: 14 Kompanien zu 112 Mann; insgesamt 1268 Mann in Jülich
- Regiment Montrey: 14 Kompanien zu 112 Mann; insgesamt 1268 Mann in Jülich
- Coponisches Regiment: 14 Kompanien zu 112 Mann; insgesamt 1268 Mann in Düsseldorf
- Land-Bataillon der Oberämter: 6 Kompanien mit insgesamt 786 Mann in Sulzbach
- Artillerie-Kompanie in Mannheim: 95 Mann
- Artillerie-Kompanie in Jülich: 77 Mann
- Artillerie-Kompanie in Düsseldorf: 109 Mann

Insgesamt: 112 Kompanien mit 11.514 Mann und 1.194 Pferden
Kurfürst Karl Theodor berief Friedrich Michael von Pfalz-Birkenfeld-Bischweiler im Februar 1746 zum kurpfälzischen Generalfeldmarschall, Friedrich Michael wirkte auch als Gouverneur von Mannheim und schließlich 1758 als Feldmarschall der Kaiserlichen Armee im Siebenjährigen Krieg gegen Friedrich den Großen. Die kurpfälzischen Truppen lagen dabei entsprechend der geographischen Situation bei Beginn des Siebenjährigen Krieges 1757 bis 1763 in weit verstreuten Garnisonen von Neuburg an der Donau, über Mannheim, Heidelberg, bis Düsseldorf und Jülich im Rheinland und griffen erst spät in den Krieg ein. Nach der Schlacht bei Roßbach gelang es Pfalzgraf Friedrich Michael, die geschlagene kaiserliche Armee und die Reichsarmee wieder aufzubauen.
Nach dem Aussterben der bayerischen Wittelsbacher im Jahr 1777 trat der Pfälzer Kurfürst Karl Theodor entsprechend den Bestimmungen der gegenseitig abgeschlossenen Erbverträge das Erbe als Herzog und Kurfürst von Bayern an. Infolge der staatlichen Vereinigung von Kurbayern mit der Kurpfalz und den niederrheinischen Herzogtümern Jülich und Berg unter Karl Theodor im Dezember 1777 wuchs die Bayerischen Armee um acht kurpfälzische Regimenter und übernahm von den Pfälzern ein helleres Blau als Rockfarbe.
Zum Jahresende 1798 standen offiziell 15.679 Mann im Dienst der kurpfalz-bairischen Armee, davon folgende Rheinpfälzische Regimenter:
- 2. Füsilier-Regiment (633)

- 9. Artillerie-Kompanie (103)
- 1. Chevauleger-Regiment (408)
- 1. Dragoner-Regiment (384)

1799 starb Karl Theodor ohne legitimen Nachfahren. Zum Zug kam daher das Haus Pfalz-Zweibrücken mit Kurfürst Maximilian IV. Joseph, damit waren zugleich alle wittelsbachischen Fürstentümer wieder vereinigt, wenngleich das Herzogtum Pfalz-Zweibrücken selbst französisch besetzt war. Im Frieden von Lunéville erkannte das Reich 1801 formell die Abtretungen an Frankreich an, allerdings hatte Kaiser Franz II. schon im Frieden von Campo Formio 1797 das Rheinland aufgegeben, die Reichsstände und damit auch Kurpfalz-Bayern standen auf verlorenem Posten.
Als Ausgleich konnte Bayern sein Staatsgebiet durch die im Reichsdeputationshauptschluss 1803 verfügte Mediatisierung und Säkularisation erheblich erweitern (Bamberg, Würzburg, Kempten, Ulm, Nördlingen, Augsburg). Da zum Austausch das verbliebene rechtsrheinische pfälzische Gebiet an Baden abgetreten werden musste (Heidelberg, Mannheim), endete die Geschichte Pfalzbayerns und der Kurpfalz als wittelsbachisches Territorium.